# Bestial Devastation
Bestial Devastation – debiutancki minialbum brazylijskiego zespołu Sepultura, wydany przez lokalną wytwórnię Cogumelo Records z Belo Horizonte 1 grudnia 1985 w formie wydawnictwa łączonego (split) wraz z płytą Século XX grupy Overdose.

## Lista utworów
| Nr | Tytuł utworu          | Długość |
| -- | --------------------- | ------- |
| 1. | „The Curse”           | 0:39    |
| 2. | „Bestial Devastation” | 3:08    |
| 3. | „Antichrist”          | 3:47    |
| 4. | „Necromancer”         | 3:53    |
| 5. | „Warriors of Death”   | 4:10    |
|    |                       | 15:37   |

## Twórcy
- Max „Possessed” Cavalera - śpiew, gitara rytmiczna[2]
- Jairo „Tormentor” Guedes - gitara prowadząca[2]
- Paulo Jr. „Destructor” - gitara basowa[2]
- Igor „Skullcrusher” Cavalera - perkusja[2]

## Opis
Materiał na płytę został zarejestrowany w ciągu dwóch dni w sierpniu 1985 w João Guimarães Studio w Belo Horizonte. Na splicie umieszczono pięć utworów Sepultury i trzy piosenki grupy Overdose. Był utrzymany w stylistyce deathmetalowej, znamionował się prymitywnym charakterem kompozycji, ale zyskał przychylne przyjęcie słuchaczy. Kompozycje były inspirowane dokonaniami formacji Slayer, Sodom, Kreator, Hellhammer. Według Maxa Cavalery przy nazwaniu tego albumu zainspirował się płytą Eternal Devastation grupy Destruction (wydana w 1986). Okładkę tego albumu stworzył znajomy członków zespołu, który opracował też pierwsze logo Sepultury. Na okładce wykorzystano wizerunek demona nad katedrą, pochodzący z obrazu pt. In The Underworld autorstwa Borisa Vallejo. Generalnie w tekstach na płycie były zawarte treści o charakterze satanistycznym.
Po wydaniu EP-ki Sepultura zagrała kilka koncertów w Brazylii (średnio ok. jeden miesięcznie), m.in. w Recife, a także u boku zespołu Overdose. Ich muzyka zyskała pozytywne przyjęcie nie tylko z uwagi na swoją nazwę, ale także muzykę.
Album został powtórnie wydany przez Roadracer Records w 1990 – na jednym krążku z albumem studyjnym Morbid Visions. W 1991 połączone wydawnictwo ukazało się w sprzedaży w wersji na płycie winylowej, wydanej nakładem Roadracer Records. W 1997 wytwórnia Roadrunner Records wydała zremasterowaną wersję wydawnictwa, do którego dołączona została wersja demo utworu „Necromancer” oraz utwór „Anticop” w wersji koncertowej.